# Кіра Надь
Кіра Надь (угор. Kira Nagy; нар. 29 грудня 1977) — колишня угорська тенісистка.
Найвищу одиночну позицію світового рейтингу — 122 місце досягла 31 липня 2006, парну — 96 місце — 19 липня 2004 року.
Здобула 18 одиночних та 10 парних титулів туру ITF.
Завершила кар'єру 2014 року.

## Фінали ITF

### Одиночний розряд: 33 (18–15)
| турніри $100,000 |
| турніри $75,000  |
| турніри $50,000  |
| турніри $25,000  |
| турніри $10,000  |

| Результат | Ранг | Дата     | Турнір                             | Покриття   | Суперниця              | Рахунок        |
| --------- | ---- | -------- | ---------------------------------- | ---------- | ---------------------- | -------------- |
| Перемога  | 1.   | Жов 1994 | ITF Малий Лошинь, Хорватія         | Ґрунт      | Радка Сурова           | 6–4, 6–2       |
| Поразка   | 1.   | Жов 1994 | ITF Нікосія, Кіпр                  | Ґрунт      | Ленка Ценкова          | 6–2, 6–3       |
| Поразка   | 2.   | Лис 1994 | ITF Гавр, Франція                  | Ґрунт      | Лара Біттер            | 6–3, 7–5       |
| Перемога  | 2.   | Лис 1995 | ITF Майорка, Іспанія               | Ґрунт (i)  | Андреа Носай           | 6–4, 6–3       |
| Поразка   | 3.   | Гру 1995 | ITF Майорка, Іспанія               | Ґрунт (i)  | Магі Серна             | 6–4, 6–3       |
| Перемога  | 3.   | Вер 1997 | ITF Мадрид, Іспанія                | Ґрунт      | Нурія Монтеро          | 6–1, 6–0       |
| Поразка   | 4.   | Жов 1997 | ITF Нікосія, Кіпр                  | Ґрунт      | Ева Крейчова           | 6–3, 2–6, 6–4  |
| Перемога  | 4.   | Кві 1998 | ITF Афіни, Греція                  | Ґрунт      | Хрістіна Пападакі      | 7–5, 2–6, 6–3  |
| Перемога  | 5.   | Кві 1998 | ITF Дубай, ОАЕ                     | Тверде     | Вінне Пракуся          | 6–4, 6–1       |
| Поразка   | 5.   | Лип 1998 | ITF Гечо, Іспанія                  | Ґрунт      | Анхелес Монтоліо       | 7–6(7), 7–6(7) |
| Перемога  | 6.   | Лис 1999 | ITF Монтеррей, Мексика             | Тверде     | Енслі Карґілл          | 6–4, 6–2       |
| Перемога  | 7.   | Лис 1999 | ITF Кампус, Бразилія               | Ґрунт      | Міріам Д'Агостіні      | 5–7, 6–3, 6–2  |
| Перемога  | 8.   | Тра 2000 | ITF Гімарайнш, Португалія          | Тверде     | Бахія Мухтассен        | 6–0, 5–7, 7–6  |
| Перемога  | 9.   | Чер 2000 | ITF Ленцергайде, Швейцарія         | Ґрунт      | Юлія Вакуленко         | 6–2, 3–6, 7–6  |
| Перемога  | 10.  | Жов 2001 | ITF Жуе-ле-Тур, Франція            | Тверде (i) | Анн-Лор Ейтц           | 1–6, 6–4, 6–0  |
| Поразка   | 6.   | Жов 2002 | ITF Каїр, Єгипет                   | Тверде (i) | Барбора Стрицова       | 6–2, 6–0       |
| Перемога  | 11.  | Вер 2003 | ITF Джунія, Ліван                  | Ґрунт      | Ана Тимотич            | 6–1, 7–5       |
| Перемога  | 12.  | Лис 2003 | ITF Мехіко, Мексика                | Тверде     | Мелінда Цінк           | 6–2, 6–3       |
| Поразка   | 7.   | Жов 2004 | ITF Севілья, Іспанія               | Ґрунт      | Лаура Поус Тіо         | 7–5, 6–1       |
| Поразка   | 8.   | Січ 2005 | ITF Дубай, ОАЕ                     | Тверде     | Сандра Клеменшиц       | 6–4, 6–1       |
| Поразка   | 9.   | Бер 2005 | ITF Сан-Луїс-Потосі, Мексика       | Ґрунт      | Івонн Мойсбургер       | 7–5, 5–7, 6–3  |
| Поразка   | 10.  | Кві 2005 | ITF Таранто, Італія                | Ґрунт      | Мара Сантанджело       | 6–1, 6–0       |
| Поразка   | 11.  | Чер 2005 | ITF Штутгарт, Німеччина            | Ґрунт      | Ванесса Генке          | 6–2, 0–6, 6–4  |
| Поразка   | 12.  | Вер 2005 | ITF Местре, Італія                 | Ґрунт      | Магдалена Рибарикова   | 6–2, 7–5       |
| Поразка   | 13.  | Лис 2005 | ITF Мехіко, Мексика                | Ґрунт      | Роміна Опранді         | 6–3, 6–0       |
| Перемога  | 13.  | Кві 2006 | ITF Поса-Ріка, Мексика             | Тверде     | Жофія Губачі           | 6–4, 6–2       |
| Перемога  | 14.  | Чер 2006 | ITF Загреб, Хорватія               | Ґрунт      | Татьяна Гарбін         | 7–6, 3–6, 7–6  |
| Перемога  | 15.  | Лип 2006 | ITF Рим, Італія                    | Ґрунт      | Алізе Корне            | 6–2, 6–7, 6–4  |
| Перемога  | 16.  | Чер 2007 | ITF Загреб, Хорватія               | Ґрунт      | Івана Лісяк            | 2–6, 7–6, 6–2  |
| Перемога  | 17.  | Чер 2007 | ITF Кампобассо, Італія             | Ґрунт      | Крістіна Вілер         | 6–2, 6–0       |
| Перемога  | 18.  | Лип 2007 | ITF Стамбул, Туреччина             | Тверде     | Марія Фернанда Алвеш   | 6–7, 7–5, 6–1  |
| Поразка   | 14.  | Жов 2007 | ITF Sant Cugat del Vallès, Іспанія | Ґрунт      | Нурія Льягостера Вівес | 6–2, 6–4       |
| Поразка   | 15.  | Лис 2007 | ITF Сінтра, Португалія             | Ґрунт      | Катрін Верле-Шеллер    | 6–3, 6–2       |

### Парний розряд: 22 (10–12)
| Результат | Ранг | Дата     | Турнір                  | Покриття   | Партнерка          | Суперниці                                         | Рахунок          |
| --------- | ---- | -------- | ----------------------- | ---------- | ------------------ | ------------------------------------------------- | ---------------- |
| Перемога  | 1.   | Лис 1995 | ITF Майорка, Іспанія    | Ґрунт      | Андреа Носай       | Дезіре Лойпольд Жуана Педрозу                     | 6–4, 7–6         |
| Поразка   | 1.   | Чер 1996 | ITF Марибор, Словенія   | Ґрунт      | Андреа Носай       | Аліда Галловіц Аліче Пірсу                        | 4–6, 5–7         |
| Перемога  | 2.   | Жов 2002 | ITF Каїр, Єгипет        | Ґрунт      | Марія Вольфбрандт  | Рушмі Чакравартхі Сай Джаялакшмі Джаярам          | 6–2, 6–1         |
| Перемога  | 3.   | Лип 2003 | ITF Інсбрук, Австрія    | Ґрунт      | Марія Вольфбрандт  | Мелінда Цінк Мара Сантанджело                     | 6–4, 4–6, 6–4    |
| Перемога  | 4.   | Вер 2003 | ITF Джунія, Ліван       | Ґрунт      | Ізабель Коллішонн  | Антонія Матіч Штефані Вайс                        | 6–4, 7–6         |
| Перемога  | 5.   | Жов 2003 | ITF Дубай, ОАЕ          | Тверде     | Жофія Губачі       | Флавія Пеннетта Адріана Серра-Дзанетті            | 2–6, 6–2, 6–2    |
| Поразка   | 2.   | Лют 2004 | ITF Варшава, Польща     | Тверде (i) | Жофія Губачі       | Клаудія Янс-Ігначик Аліція Росольська             | 4–6, 3–6         |
| Поразка   | 3.   | Бер 2004 | ITF Афіни, Греція       | Тверде     | Жофія Губачі       | Ліга Декмеєре Мартіна Мюллер                      | 2–6, 6–1, 4–6    |
| Поразка   | 4.   | Чер 2004 | ITF Вадуц, Ліхтенштейн  | Ґрунт      | Марія Вольфбрандт  | Тетяна Пучек Анастасія Родіонова                  | 3–6, 4–6         |
| Перемога  | 6.   | Лип 2004 | ITF Торунь, Польща      | Ґрунт      | Габріела Хмелінова | Анджелік Кербер Марта Лесьняк                     | 6–4, 7–6         |
| Перемога  | 7.   | Вер 2004 | ITF Софія, Болгарія     | Ґрунт      | Віраг Немет        | Габріела Нікулеску Сандра Заглавова               | 2–6, 6–2, 7–5    |
| Поразка   | 5.   | Жов 2004 | ITF Севілья, Іспанія    | Ґрунт      | Віраг Немет        | Лурдес Домінгес Ліно Лаура Поус Тіо               | 2–6, 3–6         |
| Перемога  | 8.   | Вер 2005 | ITF Местре, Італія      | Ґрунт      | Ріта Куті-Кіш      | Еліза Бальзамо Емілі Стеллато                     | 7–5, 6–4         |
| Поразка   | 6.   | Бер 2006 | ITF Поса-Ріка, Мексика  | Тверде     | Жофія Губачі       | Рената Ворачова Матея Межак                       | 2–6, 0–1 ret.    |
| Поразка   | 7.   | Тра 2006 | ITF Галатіна, Італія    | Ґрунт      | Валентіна Сассі    | Даниця Крстаїч Рената Ворачова                    | 4–6, 0–6         |
| Поразка   | 8.   | Лип 2006 | ITF Рим, Італія         | Ґрунт      | Дарія Юрак         | Матея Межак Ніка Ожегович                         | 2–6, 3–6         |
| Поразка   | 9.   | Вер 2006 | ITF Бордо, Франція      | Ґрунт      | Ясмін Вер          | Стефані Форец Юлія Шруфф                          | 6–7, 5–7         |
| Перемога  | 9.   | Сер 2007 | ITF Коїмбра, Португалія | Тверде     | Неуза Сілва        | Магдалена Кіщиньська Яніна Вікмаєр                | 6–3, 3–6, 7–5    |
| Поразка   | 10.  | Вер 2007 | ITF Лечче, Італія       | Ґрунт      | Валентіна Сассі    | Клер Де Ґюбернаті Татьяна Пряхін                  | 3–6, 2–6         |
| Поразка   | 11.  | Жов 2007 | ITF Sant Cugat, Іспанія | Ґрунт      | Орелі Веді         | Нурія Льягостера Вівес Марія Хосе Мартінес Санчес | 4–6, 1–6         |
| Перемога  | 10.  | Тра 2008 | ITF Флоренція, Італія   | Ґрунт      | Валентіна Сассі    | Ксенія Палкіна Мартіна Качіотті                   | 6–2, 6–3         |
| Поразка   | 12.  | Вер 2008 | ITF Марибор, Словенія   | Ґрунт      | Анастасія Якімова  | Кармен Клашка Андреа Петкович                     | 0–6, 6–2, [3–10] |

## Юніорський цикл ITF
| Категорія G1 |
| Категорія G2 |
| Категорія G3 |
| Категорія G4 |
| Категорія G5 |

### Одиночний розряд: 5 (3–2)
| Результат | Ранг | Дата           | Турнір                 | Grade | Покриття  | Суперниця           | Рахунок       |
| --------- | ---- | -------------- | ---------------------- | ----- | --------- | ------------------- | ------------- |
| Поразка   | 1.   | 2 квітня 1994  | Бат-Ям, Ізраїль        | G4    | Тверде    | Наталі Кахана       | 4–6, 6–4, 5–7 |
| Поразка   | 2.   | 7 квітня 1994  | Беер-Шева, Ізраїль     | G5    | Тверде    | Река Відатс         | 4–6, 1–6      |
| Перемога  | 1.   | 17 квітня 1994 | Умаг, Хорватія         | G3    | Ґрунт     | Река Відатс         | 7–5, ret.     |
| Перемога  | 2.   | 1 травня 1994  | Санкт-Пельтен, Австрія | G3    | Ґрунт     | Ніна Шварц          | 1–6, 6–2, 6–4 |
| Перемога  | 3.   | 5 березня 1995 | Нюрнберг, Німеччина    | G2    | Килим (i) | Ольга Барабанщикова | 5–7, 6–1, 6–1 |

### Парний розряд: 2 (0–2)
| Результат | Ранг | Дата          | Турнір             | Grade | Покриття | Партнерка      | Суперниці                          | Рахунок  |
| --------- | ---- | ------------- | ------------------ | ----- | -------- | -------------- | ---------------------------------- | -------- |
| Поразка   | 1.   | 2 квітня 1994 | Бат-Ям, Ізраїль    | G4    | Тверде   | Мелінда Петкеш | Наталі Кахана Гіла Розен           | 4–6, 1–6 |
| Поразка   | 2.   | 7 квітня 1994 | Беер-Шева, Ізраїль | G5    | Тверде   | Мелінда Петкеш | Мартіна Ондрейкова Зузана Валекова | 6–7, 3–6 |